# Lavis (przystanek kolejowy)
Lavis (wł. Stazione di Lavis) – przystanek kolejowy w Lavis, w prowincji Trydent, w regionie Trydent-Górna Adyga, we Włoszech. Znajduje się na linii Werona – Innsbruck. W okolicy jest też przystanek Lavis FTM, położony na wąskotorowej linii Trento-Malè-Marilleva, otwarty w 1964 roku.
Według klasyfikacji RFI ma kategorię brązową.

## Opis
Zbudowana jako stacja, została zdegradowana do roli przystanku osobowego w 2003 roku.
Pasażerowie mają do dyspozycji automaty biletowe, poczekalnię i toalety.